# قائمة جامعات السعودية
يوجد في المملكة العربية السعودية حوالي 30 جامعة حكومية، و 12 جامعة أهلية وخاصة، بإجمالي 42 جامعة، بالإضافة إلى ما يقارب 13 كلية حكومية وخاصة وأهلية، و 7 كليات عسكرية.

## الجامعات الحكومية
الجامعات التابعة للحكومة السعودية الموحدة بنظام القبول الموحد (منصة قبول) للسعوديين، ونظام (ادرس في السعودية) لطلاب المنح غير السعوديين:
| الاسم                                        | التأسيس                            | مواقع الكليات           | موقع إنترنت                                                        | ملاحظات |
| -------------------------------------------- | ---------------------------------- | ----------------------- | ------------------------------------------------------------------ | --- |
| جامعة أم القرى                               | في مكة المكرمة سنة 1369هـ          | - منطقة مكة المكرمة     | uqu.edu.sa                                                         | - في عام 1369هـ أمر الملك عبد العزيز بتأسيس كلية الشريعة في مكة لتصبح أولى المؤسسات التعليمية الجامعية قياماً في البلاد. - التحقتا كلية الشريعة وكلية المعلمين بجامعة الملك عبد العزيز بجدة سنة 1391 هـ ثم التحقتا بجامعة أم القرى سنة 1401 هـ فكانتا الكليتان نواة لجامعة أم القرى مع معهد اللغة العربية. - تضم 24 كلية ومعهدين.      |
| الجامعة الإسلامية بالمدينة المنورة           | في المدينة المنورة سنة 1381هـ      | - منطقة المدينة المنورة | iu.edu.sa                                                          | - تحتوي على 5 كليات و 5 اخرى تحت الإنشاء. - تأسست بموجب المرسوم الصادر من الملك سعود بن عبد العزيز آل سعود عام 1381هـ بإنشاء جامعة تختص بالعلوم الشرعية والدينية بالمدينة المنورة. |
| جامعة الإمام محمد بن سعود الإسلامية          | في الرياض سنة 1373 هـ              | - منطقة الرياض          | imamu.edu.sa                                                       | - تعتبر معهد الرياض العلمي النواة الأولى للجامعة. - لديها ثلاثة فروع في كل من جيبوتي، اليابان، إندونيسيا. - تحوي على 12 كلية والعديد من المعاهد والفروع في المملكة العربية السعودية. |
| جامعة الملك عبد العزيز                       | في جدة سنة 1387هـ                  | - منطقة مكة المكرمة     | kau.edu.sa                                                         | - في بداية تأسيسها كانت جامعة أهلية ولكن بعد صدور قرار بضم الجامعة إلى الدولة أصبحت جامعة حكومية مجانية في عهد الملك فيصل بن عبد العزيز - تعتبر كلية الاقتصاد والإدارة من أوائل الكليات التي افتتحت. - تحتوي الجامعة على حرميين جامعيين رئيسيين واحد للطلاب والثاني للطالبات. - تحوي 25 كلية بمختلف التخصصات                          |
| جامعة الملك سعود                             | في الرياض سنة 1377هـ               | - منطقة الرياض          | ksu.edu.sa                                                         | - تعتبر أولى جامعات المملكة العربية السعودية. - تضم 21 كلية بمختلف المجالات والتخصصات. - تعتبر كلية الآداب نواة تأسيس الجامعة وهي الكلية التي افتتحت فيها الدراسة بالجامعة. - تم تغيير اسمها إلى جامعة الرياض في عهد الملك فيصل، وفي عهد الملك خالد بن عبد العزيز أعاد تسميتها إلى جامعة الملك سعود.                                  |
| جامعة الملك فهد للبترول والمعادن             | في الظهران سنة 1384 هـ             | - المنطقة الشرقية       | kfupm.edu.sa                                                       | - في أول تأسيسها كانت تسمى ب كلية البترول والمعادن، بعد التوسع الحاصل فيها تم تسميتها جامعة البترول والمعادن وفي عام 1986 تم تسميتها جامعة الملك فهد للبترول والمعادن. - تعتبر الجامعة السعودية الوحيدة المتخصصة في مجال البترول والمعادن. - تملك 7 كليات فقط.                                                                        |
| جامعة نايف العربية للعلوم الأمنية            | في الرياض سنة 1400 هـ              | - منطقة الرياض          | nauss.edu.sa                                                       | - هي الجهاز العلمي لمجلس وزراء الداخلية العرب. - بدأت نشاطها العلمي عام 1980، تحت مظلة جامعة الدول العربية. |
| جامعة الملك فيصل                             | في الإحساء سنة 1395 هـ             | - المنطقة الشرقية       | kfu.edu.sa                                                         | - تحتوي على 16 كلية مختلفة المجالات من العلوم والآداب، واحدة منها للبنات. - تعتبر كلية العلوم الزراعية والأغدية من أوائل الكليات التي قامت عليها الجامعة منذ إنشائها. - أنشئت على أن يكون مقرها الرئيسي في مدينة الهفوف بالأحساء ويكون لها فرع في الدمام، وقد تم انفصال الفرع بعد صدور القرار السامي رقم (1/18/أ) بتاريخ 15/9/1430هـ. |
| جامعة الملك خالد                             | في أبها سنة 1420 هـ                | - منطقة عسير            | kku.edu.sa                                                         | - تحوي على 41 كلية بمختلف المجالات والتخصصات والعلوم. - تقع الجامعة في منطقة عسير في الجزء الجنوبي الغربي من المملكة العربية السعودية. وتبلغ مساحة منطقة عسير حوالي 80.000 كيلومتر مربع، وتحوي على العديد من الفروع في الحد الجنوبي من المملكة.                                                                                       |
| جامعة القصيم                                 | في القصيم سنة 1423 هـ              | - منطقة القصيم          | qu.edu.sa                                                          | - تحوي على 35 كلية مختلفة المجالات والتخصصات. - تحوي كليتها على العديد من الفروع في المدن في منطقة القصيم. |
| جامعة طيبة                                   | في المدينة المنورة سنة 1424 هـ     | - منطقة المدينة المنورة | taibahu.edu.sa                                                     | - تحتوي على 30 كلية. - تأسست جامعة طيبة عام 1424هـ، الموافق 2003م |
| جامعة الطائف                                 | في الطائف سنة 1423 هـ              | - منطقة مكة المكرمة     | tu.edu.sa                                                          | - تعتبر كلية التربية في الطائفة نواة التعليم في المحافظة ونواة تأسيس جامعة الطائف. - تحتوي على 14 كلية |
| جامعة حائل                                   | في حائل سنة 1426 هـ                | - منطقة حائل            | uoh.edu.sa                                                         | - تحتوي على 14 كلية بمختلف التخصصات. - تأسست الجامعة بمرسوم ملكي وذلك يوم الثلاثاء 30 جمادي الآخر 1426هـ الموافق 7 يونيه 2005م لتشكيل إضافة جديدة إلى عقد الجامعات السعودية. |
| جامعة جازان                                  | في جازان سنة 1426 هـ               | - منطقة جازان           | jazanu.edu.sa نسخة محفوظة 9 يونيو 2010 على موقع واي باك مشين.      | - كانت تضم كليات: (الطب، والهندسة، والحاسب الآلي، ونظم المعلومات، والمجتمع). - ثم ضمت كلية المعلمين التي أنشئت عام 1401هـ (1981م)، وكليات التربية للبنات التي أنشئت عام 1412هـ، الموافق (1992م) الموجودة في المنطقة. - يبلغ عدد كليتها 24 كلية.                                                                                       |
| جامعة الجوف                                  | بين سكاكا ودومة الجندل سنة 1426 هـ | - منطقة الجوف           | ju.edu.sa نسخة محفوظة 16 أغسطس 2011 على موقع واي باك مشين.         | - تحتوي على 16 كلية. - تتوزع الكليات على مدينيتي سكاكا والقريات. |
| جامعة الباحة                                 | في الباحة سنة 1426 هـ              | - منطقة الباحة          | bu.edu.sa                                                          | - تحتوي على 12 كلية. - تعتبر كلية المجمتع في الباحة نواة تأسيس الجامعة، بعدما كانت تابعة جامعة ام القرى. |
| جامعة تبوك                                   | في تبوك سنة 1427 هـ                | - منطقة تبوك            | ut.edu.sa                                                          | - تحتوي على 7 كليات. |
| جامعة نجران                                  | في نجران سنة 1427 هـ               | - منطقة نجران           | nu.edu.sa نسخة محفوظة 29 أكتوبر 2021 على موقع واي باك مشين.        | - تضم 14 عشر كلية. |
| جامعة الحدود الشمالية                        | في عرعر سنة 1428 هـ                | - منطقة الحدود الشمالية | nbu.edu.sa                                                         | - تحوي على 15 كلية. |
| جامعة الأميرة نورة بنت عبد الرحمن            | في الرياض سنة 1427 هـ              | - منطقة الرياض          | pnu.edu.sa                                                         | - تحوي على 14 كلية. - تعتبر أول جامعة سعودية للبنات فقط. - تكونت من انفصال عدة كليات من جامعاتها وانضمامها اليها. |
| جامعة الملك سعود بن عبد العزيز للعلوم الصحية | في الرياض سنة 1426 هـ              | - منطقة الرياض          | ksau-hs.edu.sa                                                     | - تعتبر الجامعة السعودية الحكومية الوحيدة المتخصصة في العلوم الصحية. - مقرها الرئيسي يقع في الرياض، لكن لديها فرعين في كل من الإحساء وجدة - تضم الجامعة 14 كلية في ثلاث مدن، سبع كليات في المدينة الجامعية بالرياض، أربع في جدة، ثلاث في الإحساء.                                                                                     |
| جامعة الإمام عبد الرحمن بن فيصل              | في الدمام سنة 1430 هـ              | - منطقة الشرقية         | uod.edu.sa نسخة محفوظة 21 أكتوبر 2016 على موقع واي باك مشين.       | - تحوي على 21 كلية مختلفة الاختصاصات والتخصصات. |
| جامعة الملك عبد الله للعلوم والتقنية         | في ثول سنة 2009                    | - منطقة مكة المكرمة     | kaust.edu.sa                                                       | - مخصصة للدراسات عليا (ماجستير، دكتوراه) فقط - تضم 4 أقسام أكاديمية. |
| جامعة الأمير سطام بن عبد العزيز              | في الخرج سنة 1430 هـ               | - منطقة الرياض          | psau.edu.sa                                                        | - تحتوي على 22 كلية بمختلف التخصصات |
| جامعة شقراء                                  | في شقراء سنة 1430 هـ               | - منطقة الرياض          | su.edu.sa                                                          | - تحتوي على 24 كلية. |
| جامعة المجمعة                                | في المجمعة سنة 1432 هـ             | - منطقة الرياض          | mu.edu.sa                                                          | - تحتوي على 12 كلية. |
| الجامعة السعودية الالكترونية                 | في الرياض سنة 1432 هـ              | - منطقة الرياض          | seu.edu.sa                                                         | - جامعة متخصصة بتقنيات المعلومات والاتصالات والتعلم الإلكتروني والتعليم المدمج. - تحتوي على 4 كليات. - تمتلك الجامعة 11 فرع في كل من الرياض، الأحساء، الدمام، جدة، المدينة المنورة، القصيم، أبها، تبوك، جازان، نجران، وحائل. |
| جامعة جدة                                    | في جدة سنة 1434 هـ                 | - منطقة مكة المكرمة     | uj.edu.sa نسخة محفوظة 28 أكتوبر 2021 على موقع واي باك مشين.        | - تحتوي على 13 كلية |
| جامعة بيشة                                   | في بيشة سنة 1435 هـ                | - منطقة عسير            | ub.edu.sa                                                          | - ظلت الكليات الجامعية في بيشة وبلقرن وتثليث تحت إدارة جامعة الملك خالد في أبها، حتى استقلت الجامعة في عام 1435 هـ الموافق 2014، لتصبح جامعة مستقلة باسم جامعة بيشة. - تحتوي على 13 كلية. |
| كلية المدربين التقنيين                       | في الرياض سنة 2009                 | - منطقة الرياض          | ttcollege.edu.sa نسخة محفوظة 27 فبراير 2018 على موقع واي باك مشين. | |
| جامعة حفر الباطن                             | في حفر الباطن سنة 1435 هـ          | - المنطقة الشرقية       | uohb.edu.sa                                                        | - أنشأت الجامعة بناءً على أمر الملك عبد الله بن عبد العزيز آل سعود في 2 جمادى الآخرة 1435 هـ الموافق 3 أبريل 2014. - تضم الجامعة 10 كليات. |
| كلية الجبيل الصناعية                         | في الجبيل الصناعية سنة 1978        | - المنطقة الشرقية       | jic.edu.sa                                                         | - تضم كلية الجبيل الصناعية حرما واسعا. |
| كلية ينبع الصناعية                           | في ينبع الصناعية سنة 1989          | - منطقة المدينة المنورة | cms.yic.edu.sa/                                                    | |
| كلية ينبع الجامعية                           | في ينبع الصناعية سنة 2005          | - منطقة المدينة المنورة | yuc.edu.sa                                                         | - تضم الجامعة حرمين واحد مخصص للبنات والاخر للشباب. |
| كلية الجبيل الجامعية                         | في الجبيل الصناعية سنة 2006        | - المنطقة الشرقية       | ucj.edu.sa                                                         | - تأسست عام 2006 م الموافق 1427 هـ |

## الجامعات الأهلية
| الاسم                                            | التأسيس                                     | مواقع الكليات                                               | موقع إنترنت                                                      | ملاحظات |
| ------------------------------------------------ | ------------------------------------------- | ----------------------------------------------------------- | ---------------------------------------------------------------- | --- |
| كلية الأمير محمد بن سلمان للإدارة وريادة الأعمال | في مدينة الملك عبد الله الاقتصادية سنة 2016 | - منطقة مكة المكرمة                                         | mbsc.edu.sa                                                      | - الكلية نشأت نتيجة الشراكة بين مؤسسة مسك الخيرية، ومدينة الملك عبدالله الاقتصادية مع كلية بابسون العالمية، وشركة لوكهيد مارتن.                                                                     |
| جامعة المستقبل                                   | في بريدة سنة 1424                           | - منطقة القصيم                                              | uom.edu.sa                                                       | - أول كلية أهلية بمنطقة القصيم. - تحتوي على ثلاث كليات. وقرر مجلس الوزراء في مارس 2019 تحويل كليات القصيم الأهليةإلى جامعة باسم جامعة المستقبل                                                      |
| جامعة سليمان الراجحي الأهلية                     | في البكيرية سنة 2009                        | - منطقة القصيم                                              | sr.edu.sa                                                        | - كليات أهلية غير ربحية. - تحوي ثلاث كليات. |
| كلية ابن سينا الأهلية للعلوم الطبية              | في جدة سنة 1980                             | - منطقة مكة المكرمة                                         | ibnsina.edu.sa                                                   | |
| كلية فقيه للعلوم الطبية                          | في جدة سنة 2003                             | - منطقة مكة المكرمة                                         | https://www.fakeehcollege.edu.sa/                                | •الطب البشري •التمريض •دكتور صيدلي •مختبرات طبية |
| كلية البترجي الطبية                              | في جدة سنة 2005                             | - منطقة مكة المكرمة                                         | bmc.edu.sa                                                       | - أول كلية تخصصية أهليه شاملة للعلوم الطبية بالمملكة العربية السعودية - تعتبر من أحدث وأكبر الكليات الأهلية للعلوم الطبية في منطقة الشرق الأوسط.                                                    |
| كليات الفارابي الأهلية (كليات الرؤية حاليًا)      | في الرياض سنة 2009                          | - منطقة الرياض - منطقة مكة المكرمة                          | alfarabi.edu.sa نسخة محفوظة 28 يوليو 2017 على موقع واي باك مشين. | - الجامعة تضم كليتين: طب الأسنان، والتمريض. |
| جامعة المعرفة                                    | في الرياض سنة 2009                          | - منطقة الرياض                                              | mcst.edu.sa                                                      | - الجامعة تضم ثلاث كليات رئيسية: الطب، والصيدلة، والتمريض. |
| جامعة رياض العلم                                 | في الرياض سنة 2004                          | - منطقة الرياض                                              | riyadh.edu.sa نسخة محفوظة 13 فبراير 2018 على موقع واي باك مشين.  | - أول كليات التعليم العالي الأهلي في العلوم الصحية في السعودية. |
| جامعة دار الحكمة                                 | في جدة سنة 1999                             | - منطقة مكة المكرمة                                         | dah.edu.sa نسخة محفوظة 1 يناير 2009 على موقع واي باك مشين.       | - جامعة غير ربحية للبنات. - تحتوي على أربعة كليات. - تحتوي على حرم جامعي. |
| جامعة الأمير مقرن بن عبد العزيز                  | في المدينة المنورة سنة 2017                 | - منطقة المدينة المنورة                                     | upm.edu.sa                                                       | - الجامعة تضم ثلاث كليات رئيسية: الهندسة، وإدارة الأعمال، والحاسب الآلي، إضافة إلى كلية الضيافة التي لا تزال تحت الإنشاء.                                                                           |
| جامعة دار العلوم                                 | في الرياض سنة 2008                          | - منطقة الرياض                                              | dau.edu.sa                                                       | - تحتوي على ستة كليات. |
| جامعة الأمير سلطان                               | في الرياض سنة 1420هـ                        | - منطقة الرياض                                              | psu.edu.sa                                                       | - كانت بداية تأسيس جامعة الأميرسلطان في عام 1999 تحت اسم كلية الأميرسلطان الخاصة، وفي 2003 قامت وزارة التعليم العالي بإعلانها جامعة. - تحوي على 4 كليات.                                            |
| جامعة عفت الأهلية                                | في جدة سنة 1419هـ                           | - منطقة مكة المكرمة                                         | effatuniversity.edu.sa                                           | - هي أولى الجامعات الأهلية النسائية غير الربحية في المملكة العربية السعودية. - تحتوي على ثلاث كليات.                                                                                                |
| الجامعة العربية المفتوحة                         | في الرياض سنة 1422هـ                        | - السعودية - الكويت - البحرين - لبنان - الأردن - مصر - عُمان | arabou.org.sa                                                    | - هي جامعة عربية إقليمية غير ربحية لها ثمانية فروع في الوطن العربي وهي الكويت، السعودية، الأردن، لبنان مصر، البحرين، سلطنة عمان - تحتوي على 5 كليات                                                 |
| جامعة اليمامة                                    | في الرياض سنة 1422هـ                        | - منطقة الرياض                                              | yu.edu.sa                                                        | - تحتوي على 3 كليات. - تحتوي على حرميين جامعيين واحد منها للأناث فقط. - كانت تسمى بكلية الجامعة الأهلية، ثم حولتها وزارة التعليم السعودية إلى جامعة اليمامة الأهلية.                                |
| جامعة الأمير فهد بن سلطان                        | في تبوك سنة 1424هـ                          | - منطقة تبوك                                                | psu.edu.sa                                                       | - تحتوي على 4 كليات. - تأسست جامعة فهد بن سلطان الأهلية عام 1424 هجرية في مدينة تبوك بكلية واحدة هي كلية الحاسب الآلي.                                                                              |
| جامعة الأمير محمد بن فهد                         | في الخبر سنة 1424هـ                         | - المنطقة الشرقية                                           | pmu.edu.sa                                                       | - تحتوي على 3 كليات |
| جامعة الأعمال والتكنولوجيا                       | في جدة سنة 1996                             | - منطقة مكة المكرمة                                         | ubt.edu.sa نسخة محفوظة 27 يوليو 2018 على موقع واي باك مشين.      | تحتوي على 4 كليات: - كلية إدارة الاعمال - كلية الهندسة - كلية الإعلان - كلية القانون كما تمتلك الجامعة حرمين جامعيين يقعان في منطقتي أبحر الشمالية والكورنيش بمدينة جدة.                            |
| جامعة الفيصل                                     | في الرياض سنة 1424هـ                        | - منطقة الرياض                                              | alfaisal.edu                                                     | الجامعة لديها فرعان الأول بجده و الثاني بأبها وهي جامعة متكاملة تحتوي على: - كلية الطب - كلية الهندسة - كلية إدارة الأعمال - كلية الحاسب الالي - كلية السياحة والفندقة                              |
| كلية جدة العالمية                                | في جدة سنة 2015 م                           | منطقة مكة المكرمة                                           | jic-edu.sa                                                       | - قسم إدارة الاعمال: تسويق وإدارة اعمال دولية محاسبة ومالية تطوير عقاري وتامين نظم معلومات ادارية - قسم التصاميم: تصميم داخلي تصميم ازياء تصميم جرافيكي - تحتوي على حرميين جامعيين للطلاب والطالبات |
| كليات الريان الأهلية                             | في المدينة المنورة 1439                     | منطقة المدينة المنورة                                       | amc.edu.sa                                                       | تحتوي على هذه التخصصات - صيدلة أكلنيكية - طب بشري - تخدير - أشعة - مختبرات أكلنيكية - تمريض |
| كليات الخليج                                     | في حفر الباطن 1437هـ                        | المنطقة الشرقية                                             | https://gulf.edu.sa/ar/                                          | تحتوي على عدة أقسام: - علوم الحاسب والمعلومات - إدارة الأعمال - القانون - اللغة الإنجليزية |
| كلية لينكولن                                     | 2015م                                       | المنطقة الشرقية                                             | lciksa.com                                                       | - التقنية الإدارية - إدارة وتنظيم الفعاليات - إدارة علاقة النزلاء - الصحة والسلامة المهنية - المبيعات                                                                                               |
| كليات الأصالة                                    | 2016                                        | المنطقة الشرقية                                             | https://alasala.edu.sa/ar/home-arabic/                           | |

## أكاديميات
| الاسم                               | التأسيس            | مواقع الكليات                      | موقع إنترنت                                                   | ملاحظات |
| ----------------------------------- | ------------------ | ---------------------------------- | ------------------------------------------------------------- | ------- |
| الأكاديمية السعودية للطيران المدني  | في الرياض سنة 2007 | - منطقة الرياض                     | saca.edu.sa                                                   |         |
| أكاديمية الأمير سلطان لعلوم الطيران | في الرياض سنة 2004 | - منطقة الرياض - منطقة مكة المكرمة | psaa.com.sa نسخة محفوظة 29 أكتوبر 2021 على موقع واي باك مشين. |         |

## كليات ومعاهد عسكرية
| الاسم                                 | التأسيس               | مواقع الكليات       | موقع إنترنت                                                   | ملاحظات |
| ------------------------------------- | --------------------- | ------------------- | ------------------------------------------------------------- | --- |
| كلية الملك عبد العزيز الحربية         | في العيينة سنة 1375هـ | - منطقة الرياض      | kama.edu.sa                                                   | - في 1354 أنشأ الجيش السعودي مدرسة عسكرية في مكة المكرمة وفي عام 1358 ه انتقلت هذه المدرسة إلى مدينة الطائف وفي 1374 ه صدر مرسوم ملكي بالرقم 5ظ22ظ362 بإنشاء كلية عسكرية بأسم "كلية الملك عبد العزيز الحربية" وافتتحت في مدينة الرياض. - عام 1401 انتقلت كلية الملك عبد العزيز الحربية من داخل مدينة الرياض إلى مقرها الجديد قرب بلدة العيبنة القريبة من الرياض والعيبنة هي القاعدة الأولى التي انطلقت منها الدعوى الإصلاحية بقيادة الشيخ محمد بن عبد الوهاب. - تعتبر أول كلية عسكرية في المملكة العربية السعودية. |
| كلية الملك فهد الأمنية                | في الرياض سنة 1386هـ  | - منطقة الرياض      | kfsc.edu.sa نسخة محفوظة 28 أكتوبر 2021 على موقع واي باك مشين. | |
| كلية الملك فيصل الجوية                | في الرياض سنة 1390هـ  | - منطقة الرياض      | rsaf.gov.sa نسخة محفوظة 7 أكتوبر 2011 على موقع واي باك مشين.  | |
| كلية الملك خالد العسكرية              | في الرياض سنة 1403هـ  | - منطقة الرياض      | kkma.edu.sa نسخة محفوظة 9 سبتمبر 2010 على موقع واي باك مشين.  | |
| كلية الملك فهد البحرية                | في الجبيل سنة 1405هـ  | - المنطقة الشرقية   | rsaf.gov.sa نسخة محفوظة 7 أكتوبر 2011 على موقع واي باك مشين.  | |
| كلية الملك عبد الله للدفاع الجوي      | في الطائف سنة 1419هـ  | - منطقة مكة المكرمة | rsadf.gov.sa                                                  | |
| مركز ومدرسة قوة الصواريخ الاستراتيجية | في الرياض سنة 1432هـ  | - منطقة الرياض      | smf.gov.sa                                                    | |

## مواقع المنشآت الجامعية السعودية
فيما يلي خريطة بالمدن والمحافظات التي بها منشآت جامعية في السعودية:
| الرياض مكة المكرمة المدينة المنورة بريدة الدمام أبها تبوك حائل عرعر جازان نجران الباحة سكاكا جدة الظهران الأحساء الطائف دومة الجندل ثول الخرج شقراء المجمعة بيشة حفر الباطن الخبر العيينة الجبيل الأماكن التي بها منشآت جامعية في السعودية: عاصمة منطقة إدارية مدينة أو محافظة |

## معرض صور

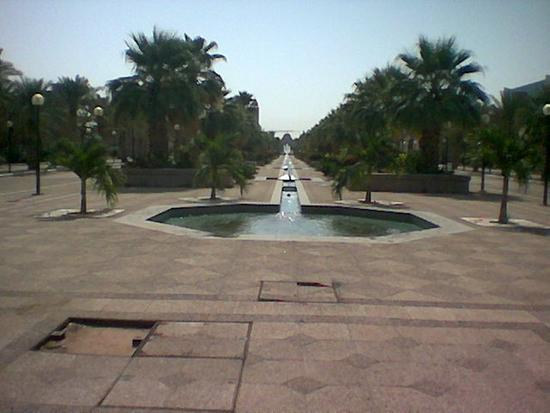
جامعة الملك عبد العزيز.
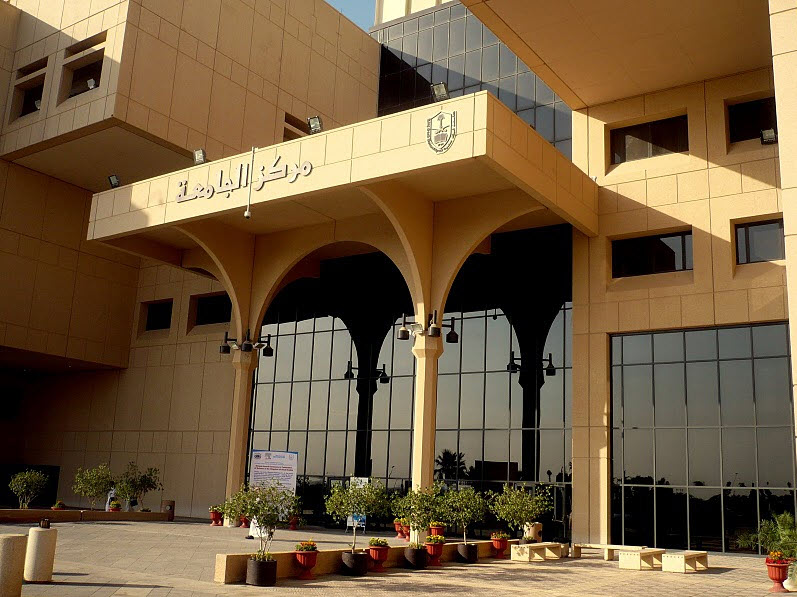
مدخل جامعة الملك سعود.
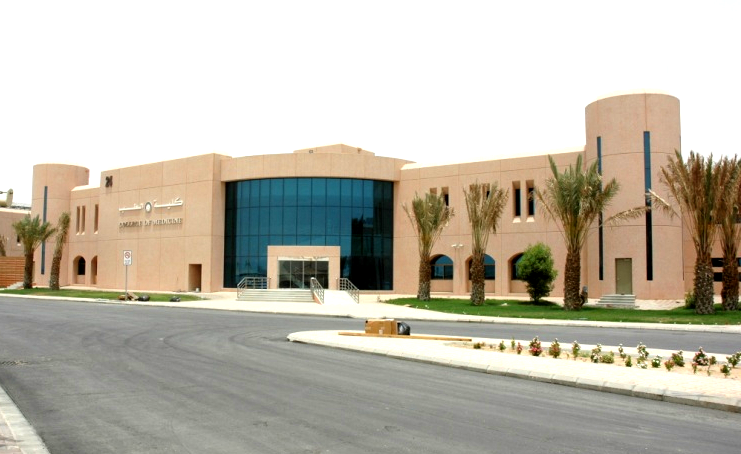
كلية الطب جامعة الملك فيصل.
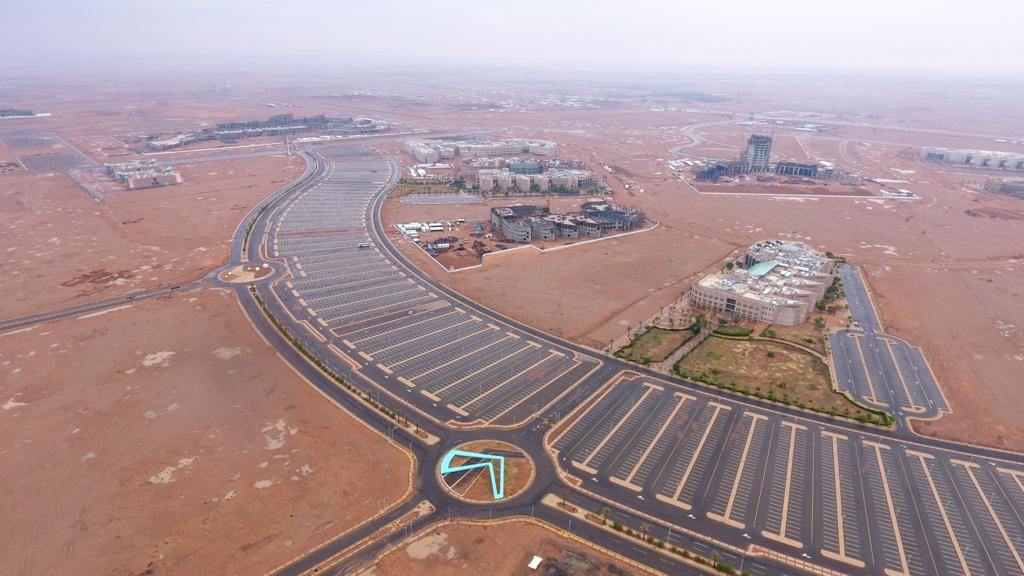
جامعة حائل
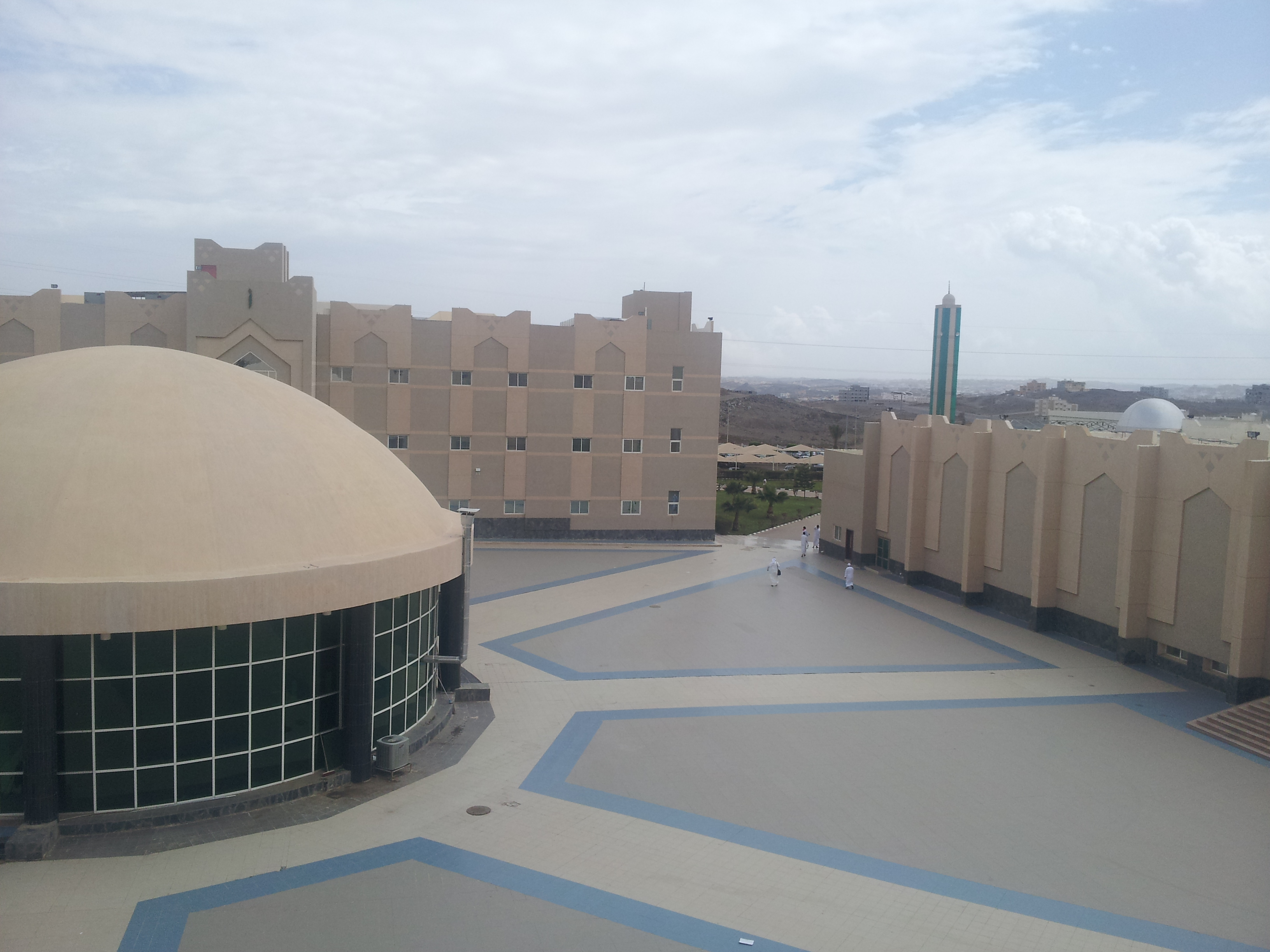
جامعة الملك خالد.
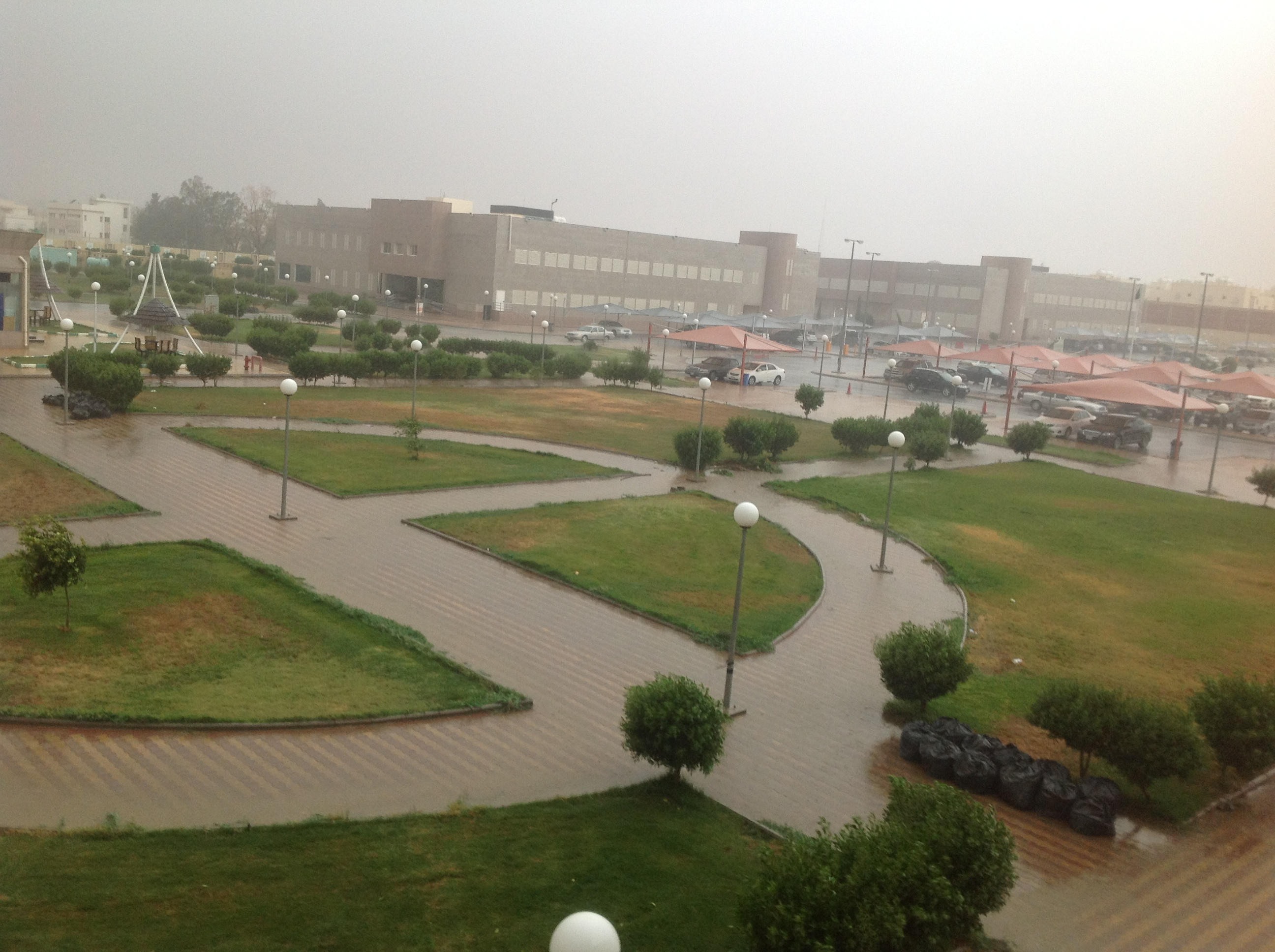
كلية الطب، جامعة الطائف.
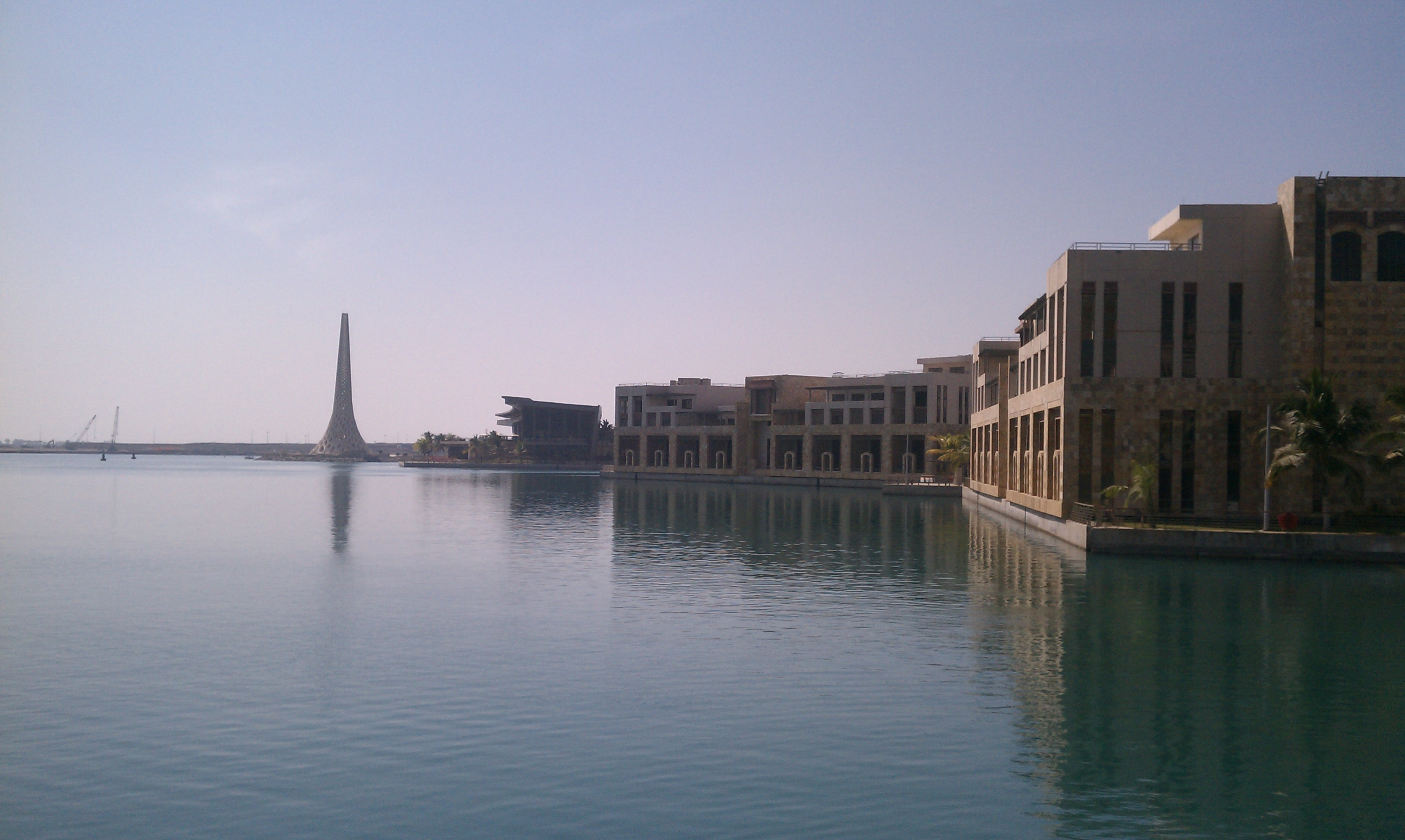
سكان الطلاب، جامعة الملك عبد الله للعلوم والتقنية.
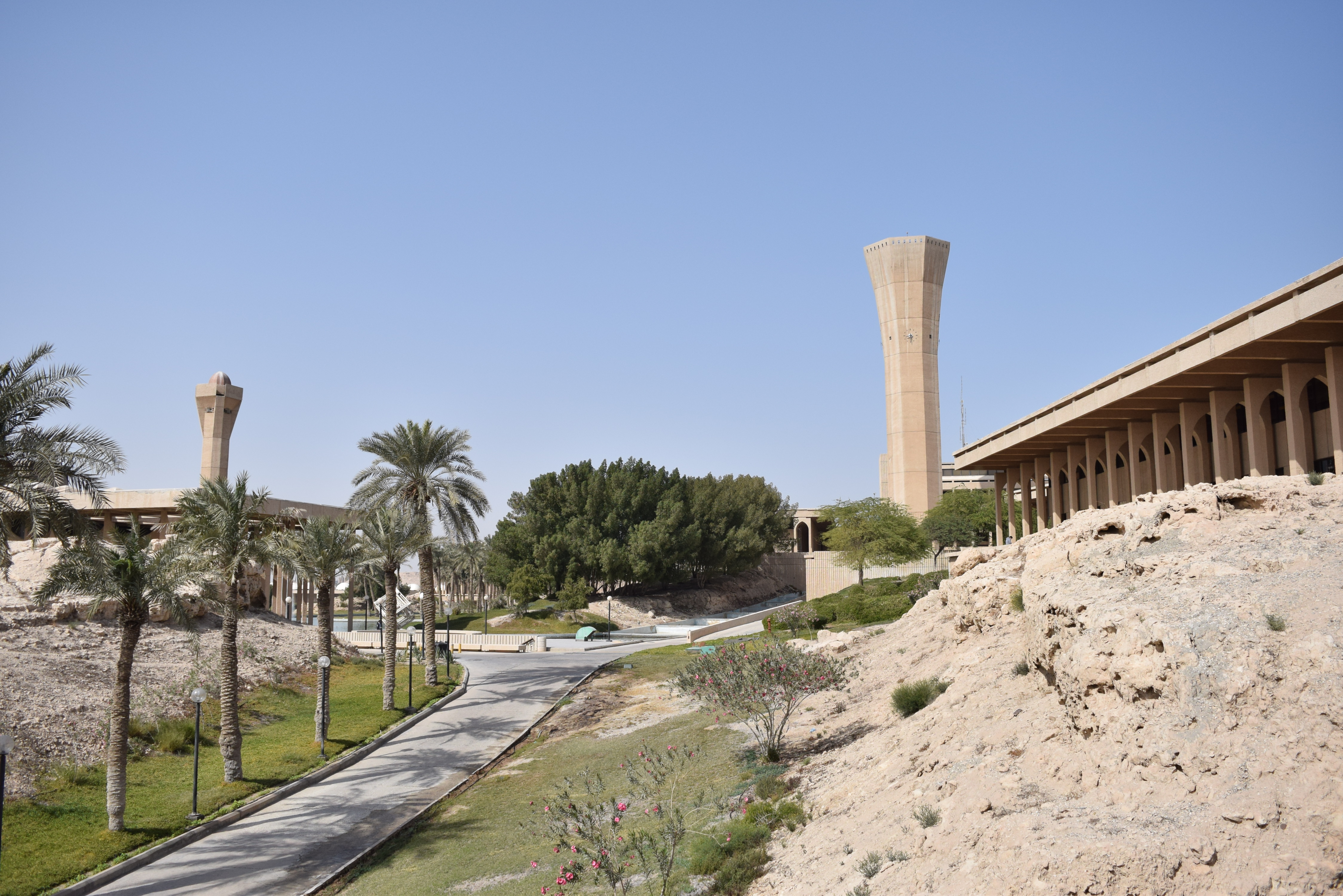